# Berthold Auerbach
Berthold Auerbach, původním jménem Moses Baruch Auerbach, (28. února 1812, Nordstatten, dnes součást Horb am Neckar – 8. února 1882, Cannes, Francie) byl německý spisovatel a překladatel židovského původu.

## Život
Pocházel z židovské rodiny a na základě vůle rodičů se měl stát rabínem. Proto v letech 1825–1830 navštěvoval nejprve talmudskou školu v Hechingenu a pak rabínskou školu v Karlsruhe. Roku 1830 však přestoupil na gymnázium ve Stuttgartu a v letech 1832–1833 studoval práva a pak filozofii na univerzitě v Tübingenu. Roku 1833 přestoupil na Mnichovskou univerzitu, odkud byl za účast v zakázaném buršáckém spoku Germania vyloučen (byl dokonce odsouzen na dva měsíce do vězení). Studium mohl v letech 1834–1837 dokončit na univerzitě v Heidelbergu. Roku 1838 vstoupil do zednářské lóže ve Frankfurtu nad Mohanem.
Studiem díla Barucha Spinozy se rozešel s ortodoxním judaismem. Byl takovým obdivovatelem tohoto filosofa, že roku 1841 přeložil jeho práce do němčiny. Obrovskou popularitu mu pak přinesly až jeho Schwarzwälder Dorfgeschichten (Schwarzwaldské vesnické povídky) z roku 1843, kterými se proslavil a které mu umožnily, aby se od roku 1845 stal úspěšným spisovatelem na volné noze. V letech 1849–1854 napsal další tři díly těchto příběhů a stal se zakladatelem tohoto žánru realistických povídek z venkovského prostředí, který se šířil po celé Evropě.
Roku 1848 se zúčastnil revolučních bojů ve Vídni. Od roku 1849 do roku 1859 žil v Drážďanech. Následně se přestěhoval do Lipska a pak do Berlína. Vznik Německého císařství roku 1871 jej naplnil hrdostí. Roku 1872 se usídlil ve Freiburgu. Usiloval o duchovní a politickou svobodu a o zrovnoprávnění židovského obyvatelstva a byl zarmoucen růstem německého antisemitismu. Kromě vesnických povídek je autorem řady románů a nepříliš úspěšných dramat.
Na podzim roku 1881 onemocněl těžkým zápalem plic. Na radu svého lékaře se odjel léčit do Cannes, kde zemřel. Byl pohřben na židovském hřbitově v rodném Nordstattenu.

## Dílo

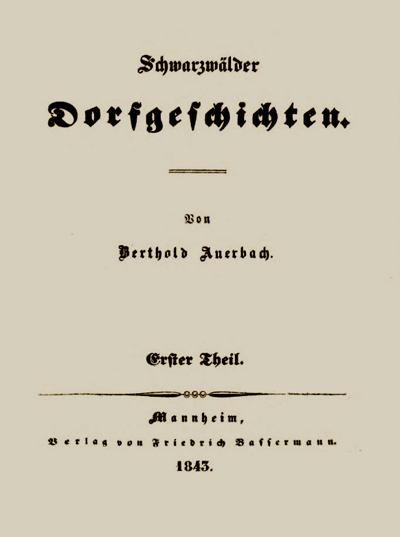
Schwarzwaldské vesnické povídky, první díl z roku 1843.

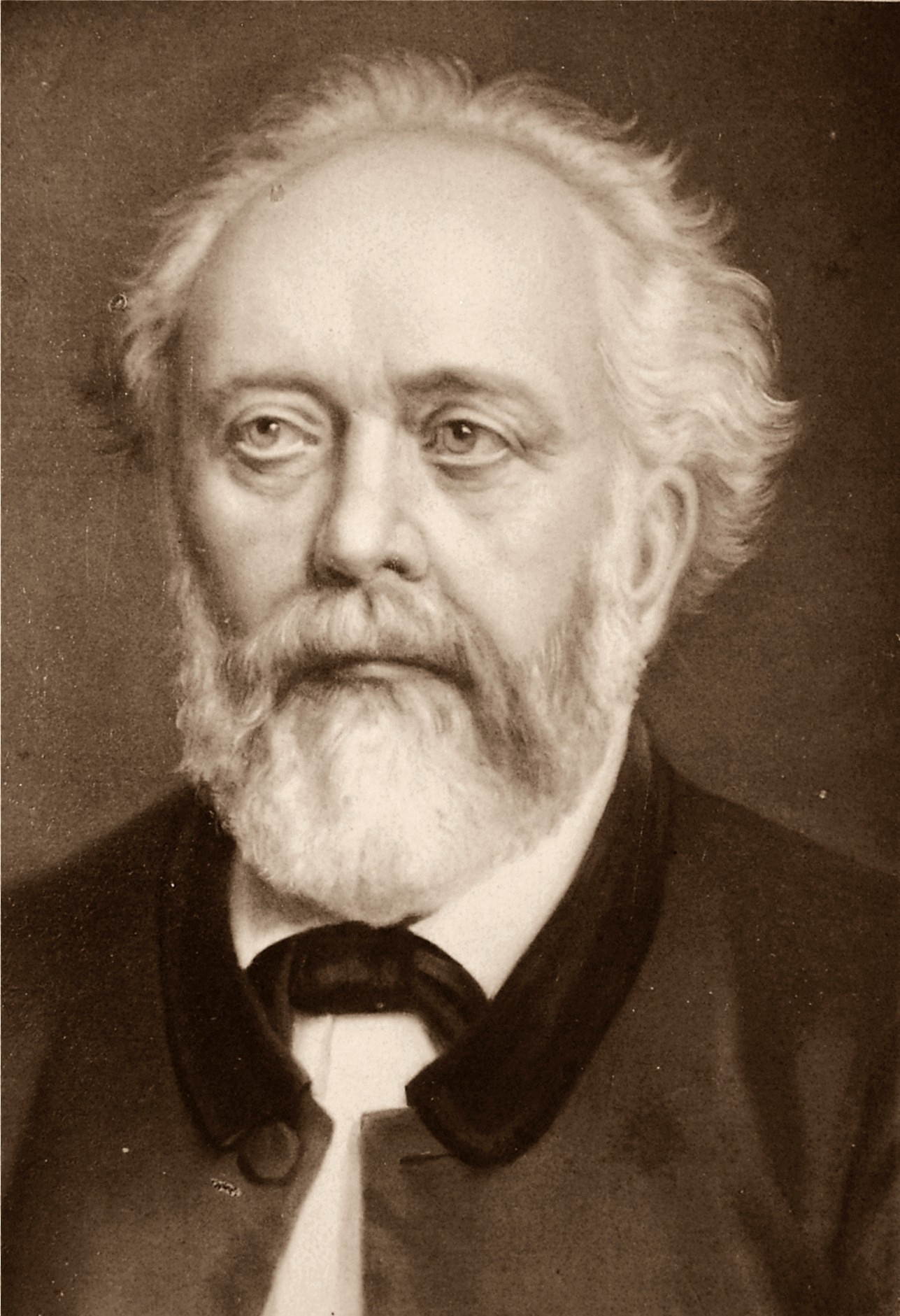
Berthold Auerbach.jpg

- Friedrich der Große (1834, Beřich Veliký), životopis.
- Das Judenthum und die neueste Literatur (1836, Židovstvo a nejnovější literatura), esej.
- Spinoza (1837), román o životě filozofa Barucha Spinozy.
- Dichter und Kaufmann (1840, Básník a kupec), román o životě básníka Ephraima Mosese Kuha.
- Der gebildete Bürger (1842, Vzdelaný občan), pokus o popularizaci filosofie.
- Schwarzwälder Dorfgeschichten (1843–1854, Schwarzwaldské vesnické povídky), čtyři díly (1843, 1849,1853 a 1854), realistické povídky ze života prostých lidí ze Schwarzwaldu, vyznačující se půvabný stylem a humorem, které ovlivnily například Balzaca, Turgeněva a další spisovatele).
- Oskar (1844), tragédie.
- Schrift und Volk. Grundzüge der volksthümlichen Literatur (1846, Písmo a lid. Základy lidové literatury), esej.
- Tagebuch aus Wien (1849, Deník z Vídně).
- Andreas Hofer (1850), tragédie.
- Deutsche Abende (1851, Německé večery), projevy.
- Neues Leben (1851–1852, Nový život), román, tři díly, příběh venkovského učitele.
- Der Wahlbruder (1855), tragédie.
- Barfüßele (1856, Bosačka), česky jako Bosá holka, povídka z vesnického prostředí, příběh dívky, která jako dítě ztratí oba rodiče (přeloženo do více než deseti evropských jazyků).
- Deutscher Volks-Kalender (Německý lidový kalendář), kalendář pro roky 1859 až 1869, ve kterém vyšly jednak autorovy povídky, jednak povídky jiných autorů (například Friedricha Gerstäckera, Gottfrieda Kellera a dalších).
- Der Wahrspruch (1859, Verdikt), drama.
- Joseph im Schnee (1860, Josef ve sněhu), povídka z vesnického prostředí.
- Auf der Höhe (1865, Na výšině), čtyři díly, román, odrážející období ústavních politických konfliktů v Německu.
- Das Landhaus am Rhein (1869, Chalupa na Rýně), román.
- Zur Guten Stunde (1872), sebrané lidové povídky.
- Walfried (1874), román čerpající literární inspiraci ze sjednocení Německa a z prusko-francouzské války.
- Drei einzige Töchter (1975, Tři jediné dcery), sbírka povídek.
- Nach dreißig Jahren. Neue Dorfgeschichten (1876, Po třiceti letech. Nové vesnické povídky), tři díly.
- Tausend Gedanken (1876, Tisíc myšlenek), aforismy.
- Landolin von Reutershöfen (1878), román.
- Der Forstmeister (1879, Lesmistr), román.
- Brigitta (1880), román.

## Adaptace
- Barfüßele (1905), opera Richarda Heubergera (libreto Victor Leon).
- Barfüßele (1921), německý němý film, režie Heinrich Lisson, v titulní roli Maria Zelenka.

## Česká vydání
- Bosá holka, volně zpracovala Božena Mašínová, vlastním nákladem, Kladno 1930.